# 7061 П'єрі
7061 П'єрі (7061 Pieri) — астероїд головного поясу, відкритий 15 серпня 1991 року.
Тіссеранів параметр щодо Юпітера — 3,082.